# Telmatobius punctatus
Telmatobius punctatus es una especie de anfibio anuro de la familia Telmatobiidae.

## Distribución geográfica
Esta especie es endémica de las provincias de Huánuco y Pachitea en la región de Huánuco en Perú. Se encuentra entre los 2300 y 3000 m sobre el nivel del mar.

## Publicación original
- Vellard, 1955: Estudio sobre batracios andinos. III. Los Telmatobius del grupo Jelskii. Memorias del Museo de Historia Natural Javier Prado, vol. 4, p. 1-28.[4]